# وازگناشن (کاشاتاق)
وازگناشن (ارمنی: Վազգենաշեն؛ ترکی آذربایجانی: Hacsamlı) یک منطقهٔ مسکونی در جمهوری آرتساخ است که در استان کاشاتاق واقع شده‌است.